# Młynki (Krobusz)
Młynki (niem. Krobusch-Mühle) – przysiółek wsi Krobusz w Polsce, położony w województwie opolskim, w powiecie prudnickim, w gminie Biała. Historycznie leży na Górnym Śląsku, na ziemi prudnickiej.
W latach 1975–1998 przysiółek administracyjnie należał do ówczesnego województwa opolskiego.
W 1921 w zasięgu plebiscytu na Górnym Śląsku znalazła się tylko część powiatu prudnickiego. Młynki znalazły się po stronie wschodniej, w obszarze objętym plebiscytem. 15 grudnia 1949 r. nadano miejscowości, wówczas administracyjnie związanej z Radostynią, polską nazwę Młynki. W spisie gromad i miejscowości w powiecie prudnickim na dzień 1 stycznia 1953 wymieniono Młynki jako przysiółek Krobusza. Według podziału administracyjnego województwa opolskiego na dzień 31 sierpnia 1964, Młynki, jako przysiółek Krobusza, należały do gromady Gostomia.